# Stalineć Charków
Stalineć Charków (ukr. «Сталінець» Харків) – radziecki klub piłkarski z siedzibą w mieście Charków, działający w latach 1925–1941.

## Historia
Chronologia nazw:
- 1925: WEK Charków (ukr. «ВЕК» [Загальна компанія електрики] Харків, ros. «ВЭК» [Всеобщая компания электричества] Харьков)
- 1928: DEZ Charków (ukr. «ДЕЗ» [Державний електричний завод] Харків, ros. «ГЭЗ» [Государственный электрический завод] Харьков)
- 1930: Ełektrozawod Charków (ukr. «Електрозавод» Харків, ros. «Электрозавод» Харьков)
- 1931: ChEMZ Charków (ukr. «ХЕМЗ» [Харківський електромеханічний завод] Харків, ros. «ХЭМЗ» [Харьковский электромеханический завод] Харьков)
- 1937: Stalineć Charków (ukr. «Сталінець» Харків, ros. «Сталинец» Харьков)
- 1941: klub rozwiązano

Piłkarska drużyna WEK została założona w Charkowie w 1925 roku i reprezentowała miejscową Fabrykę Maszyn Elektromechanicznych, która wówczas miała nazwę "Ogólna Kompania Elektryki".
W 1928, po zmianie nazwy zakładu na "Państwowy Zakład Elektryczny", zmienił nazwę na DEZ (skrót nazwy zakładu). W 1930 nazywał się Ełektrozawod, a w 1931 ChEMZ (nazwa skrócona od Charkowski Elektromechaniczny Zakład). W 1937 roku przyjął nazwę Stalineć.
W latach 1936–1938 zespół startował w rozgrywkach Pucharu ZSRR.
Również występował w rozgrywkach lokalnych reprezentując zakład ChEMZ. W 1939 w pierwszej rundzie Pucharu Charkowa pokonał aż 13:0 zespół Awanhard Charków, przegrywając następnie w ćwierćfinale 0:3 z klubem Mołnija Charków.
Po wybuchu Wielkiej wojny ojczyźnianej w 1941 roku Charkowski Elektromechaniczny Zakład został ewakuowany do miast obwodu wołżańskiego, Uralu i Syberii, gdzie na bazie warsztatów ChEMZ-u powstały duże przedsiębiorstwa elektrotechniczne. Po ewakuacji zakładu klub piłkarski przestał istnieć.

## Sukcesy
- 1/8 finału Pucharu ZSRR:

1936

## Inne
- Metalist Charków